# Saint-Germain-de-Belvès
Saint-Germain-de-Belvès település Franciaországban, Dordogne megyében. Lakosainak száma 176 fő (2022. január 1.). Saint-Germain-de-Belvès Marnac, Berbiguières, Allas-les-Mines, Cladech, Carves, Sagelat és Siorac-en-Périgord községekkel határos.

## Népesség
A település népessége az elmúlt években az alábbi módon változott:
| Lakosok száma | 144  | 107  | 108  | 137  | 181  | 178  | 176  | 172  | 169  | 176  |
|               | 1968 | 1982 | 1990 | 2006 | 2013 | 2015 | 2017 | 2019 | 2020 | 2022 |